# Ulupınar, Kırşehir
Ulupınar là một thị trấn thuộc thành phố Kırşehir, tỉnh Kırşehir, Thổ Nhĩ Kỳ. Dân số thời điểm năm 2010 là 708 người.